# Jette (Vorname)
Jette ist ein weiblicher Vorname.

## Herkunft und Varianten
Der Name ist die niederländische Kurzform von Henriëtte und Mariëtte.
Eine weitere niederländische Variante ist Jet.

## Bekannte Namensträgerinnen
- Jette Bang (1914–1964), dänische Fotografin
- Jette Behrens (* 2006), deutsche Fußballspielerin
- Jette F. Christensen (* 1983), norwegische Politikerin
- Jette Fleschütz (* 2002), deutsche Hockeyspielerin
- Jette Fuglsang (1978–2009), dänische Radsportlerin
- Jette Hansen (Fußballspielerin) (* 1953), dänische Fußballspielerin
- Jette Hansen (Handballspielerin) (* 1987), dänische Handballspielerin
- Jette Hering (* 1993), deutsche Schauspielerin
- Jette Joop (* 1968), deutsche Schmuck- und Modedesignerin
- Jette A. Kaarsbøl (* 1961), dänische Schriftstellerin
- Jette van der Meij (* 1954), niederländische Schauspielerin
- Jette Müller (* 2003), deutsche Wasserspringerin
- Jette Nietzard (* 1999), deutsche Politikerin und Bundessprecherin der Grünen Jugend
- Jette Solmar (1794–1889), deutsche Sängerin und Salonnière
- Jette Hejli Sørensen (* 1961), dänische Ruderin
- Jette Steckel (* 1982), deutsche Theaterregisseurin
- Jette Waldinger-Thiering (* 1964), deutsche Politikerin